# Eparchia mołodeczańska

Eparchia mołodeczańska na tle podziału administracyjnego Egzarchatu Białoruskiego

Eparchia mołodeczańska – jedna z eparchii Egzarchatu Białoruskiego Patriarchatu Moskiewskiego, z siedzibą w Mołodecznie. Należy do metropolii mińskiej.

## Informacje ogólne
Eparchia powstała 23 października 2014 poprzez podział dotychczasowej eparchii mińskiej i słuckiej. Nowo utworzone eparchie – mołodeczańska, borysowska, słucka – oraz macierzysta eparchia mińska weszły w skład powstałej tego samego dnia metropolii mińskiej.
Eparchia mołodeczańska obejmuje część obwodu mińskiego – rejony: mołodeczański, dzierżyński, miadzielski, stołpecki, uzdowski, wilejski i wołożyński.
Ordynariusz eparchii nosi tytuł biskupa mołodeczańskiego i stołpeckiego.

## Biskupi mołodeczańscy
- Paweł (Cimafiejenkau), od 2014

## Dekanaty
W skład eparchii wchodzi 12 dekanatów:
- dołhinowski
- dzierżyński
- horodziłowski
- iliański
- miadzielski
- mołodeczański
- radoszkowicki
- rakowski
- stołpecki
- uzdowski
- wilejski
- wołożyński